# Valdega
Valdega o Valle del Ega (en euskera Egaibar) fue uno de los valles históricos de Navarra, perteneciente a la merindad de Estella. Hasta las reformas de 1845 constituyó  una unidad administrativa, que incluía las poblaciones de Ancín, Mendilabarri, Murieta, Legaria, Oco, Abáigar, Olejua, Etayo y Learza; con una superficie de 59,6 km². Limitaba al norte con la Sierra de Lóquiz, al este con el valle de Santesteban de la Solana, al sur con Los Arcos, y al oeste con la Berrueza. El río Ega, del que tomaba el nombre, atraviesa el valle de oeste a este.

## Geografía
Con una superficie de 59,6 km² Valdega se extiende en un tramo del valle del Río Ega, que discurre por la zona norte de oeste a este con suaves meandros, atravesando los términos de Ancín, Learga y Murieta. Con una superficie en su mayor parte llana y con poca pendiente, rodeado de altos y empinados montes: al norte la Sierra de Lóquiz, al sur la prolongación de la Sierra de Cábrega hacia Monjardín; en el interior sobresalen los cerros de Oco y Legaria.  Al este limita con el valle Santesteban de la Solana, y al oeste con la Berrueza. Abundaban los montes de encina y robles; de los que aún quedan, especialmente de encinas; con una superficie cultivada de unas 40.000 ha, el secano da cebada y, en menor cantidad, trigo; produjo algo de vid, ahora en retroceso.

## Historia
Los nueve núcleos urbanos quedan documentados en el siglo XII, sin que haya constancia de otros núcleos que quedasen desolados. En el apeo de 1366 se incluía también en el valle el Busto, que en cualquier caso quedó unido al partido de Los Arcos, y con él a la  Corona de Castilla hasta. El monasterio de Irache mantuvo heredades en Ancín, Learza, Legaria, Mendilaberri y Murieta. Según informa el Diccionario Geográfico-Histórico de la Real Academia de la Historia, al inicio del siglo XIX todos los lugares eran de señorío realengo salvo Learza, y los vecinos de cada lugar elegían a sus justicias; Oco, situada en el centro del valle, actuó como su capital.

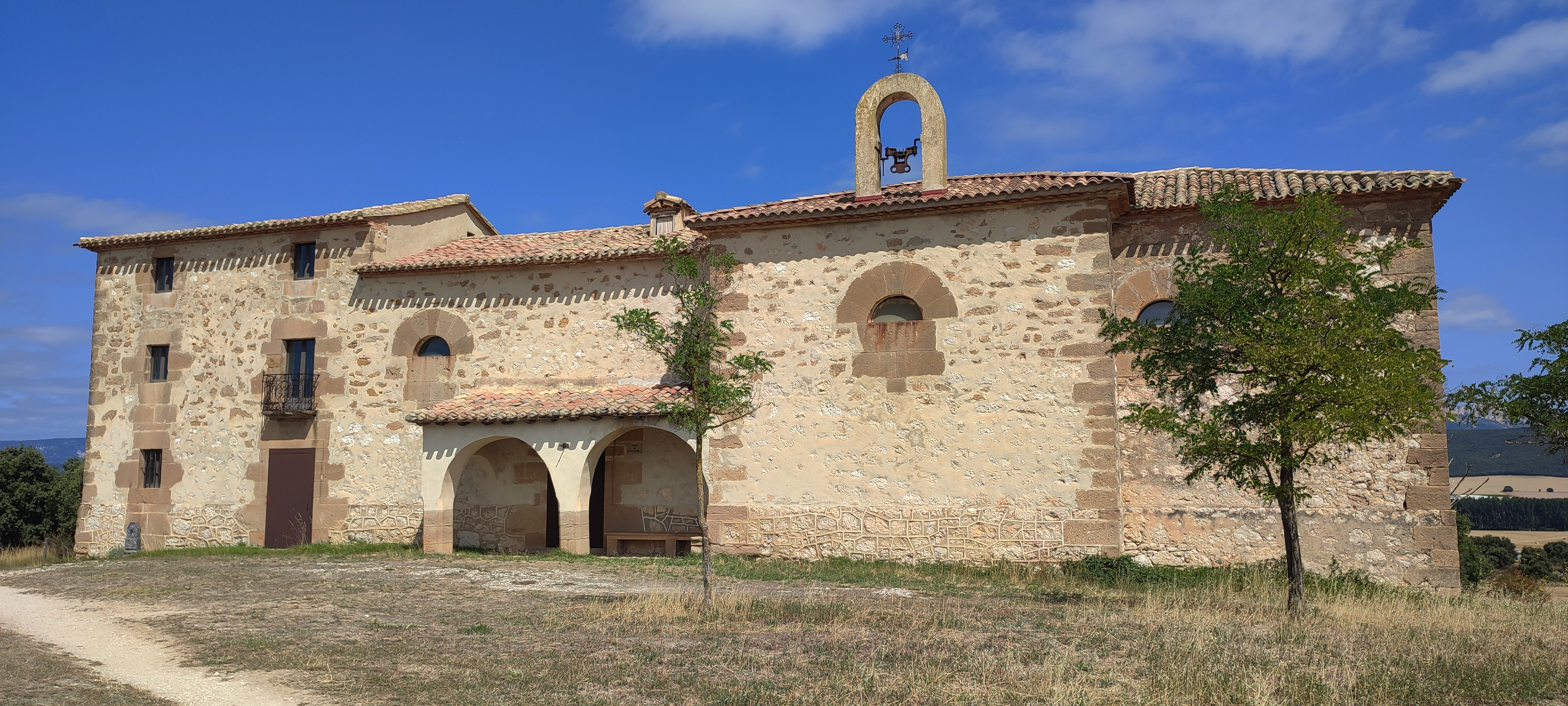
Ermita de San Bartolomé, en terrenos de Abáigar

Todos los pueblos, excepto Learza, formaban la hermandad de San Bartolomé de Oco. Para su gobierno se elige cada año un alcalde, que alterna por los ocho pueblos, y un mayordomo en cada lugar que recauda las derramas para los gastos comunes. La hermandad tiene su sede en la ermita de su mismo nombre, situada en la salida de Oco hacia Abáigar. La construcción actual se terminó en 1818. Es de estilo neoclásico y en ella se conserva un retablo del siglo XVIII y la imagen titular de San Bartolomé, del siglo XVI.
Varios de los pueblos de la Valdega tienen, desde tiempo inmemorial, derechos a aprovechamientos en la Sierra de Lóquiz. En concreto, Ancín, Mendilaberri y Murieta forman parte de la Comunidad de Santiago de Lóquiz como congozantes de la facería de Santiago de Loquiz; además, Legaria, Oco y Etayo tienen concertada con esta comunidad el disfrute de los aprovechamiento de la facería de Sarza la Baja, en la que tienen derecho de aprovechamientos, aunque no participan en la Junta de la Comunidad,

## Entidades locales en la actualidad

Distribución de la Valdega en los siete actuales municipios

Finalizado el Antiguo Régimen y dentro de las reformas legislativas que instauraron el régimen liberal, el 30 de diciembre de 1843 se publicó la Ley y Organización y Atribuciones de los Ayuntamientos, pero la preparación de una nueva Constitución en 1845 condujo a nueva ley sobre esta materia que, con el mismo título, fue promulgada el 8 de enero de 1845. Esta ley concedía en su artículo 72 amplias facultades al gobierno para la modificación de los términos municipales, oída la diputación provincial. La aplicación de esta ley a la Valdega condujo a su disgregación en siete municipios:
- Cinco pueblos pasaron a constituir cada uno de ellos un municipio: Murieta, Legaria, Oco, Abáigar y Olejua.
- Ancín junto con Mendilaberri, formaron un municipio y cada uno de los pueblos un concejo.
- Etayo quedó constituido en municipio, pero incluyendo también la aldea de Learza.[12]